# Principi de l'hàndicap

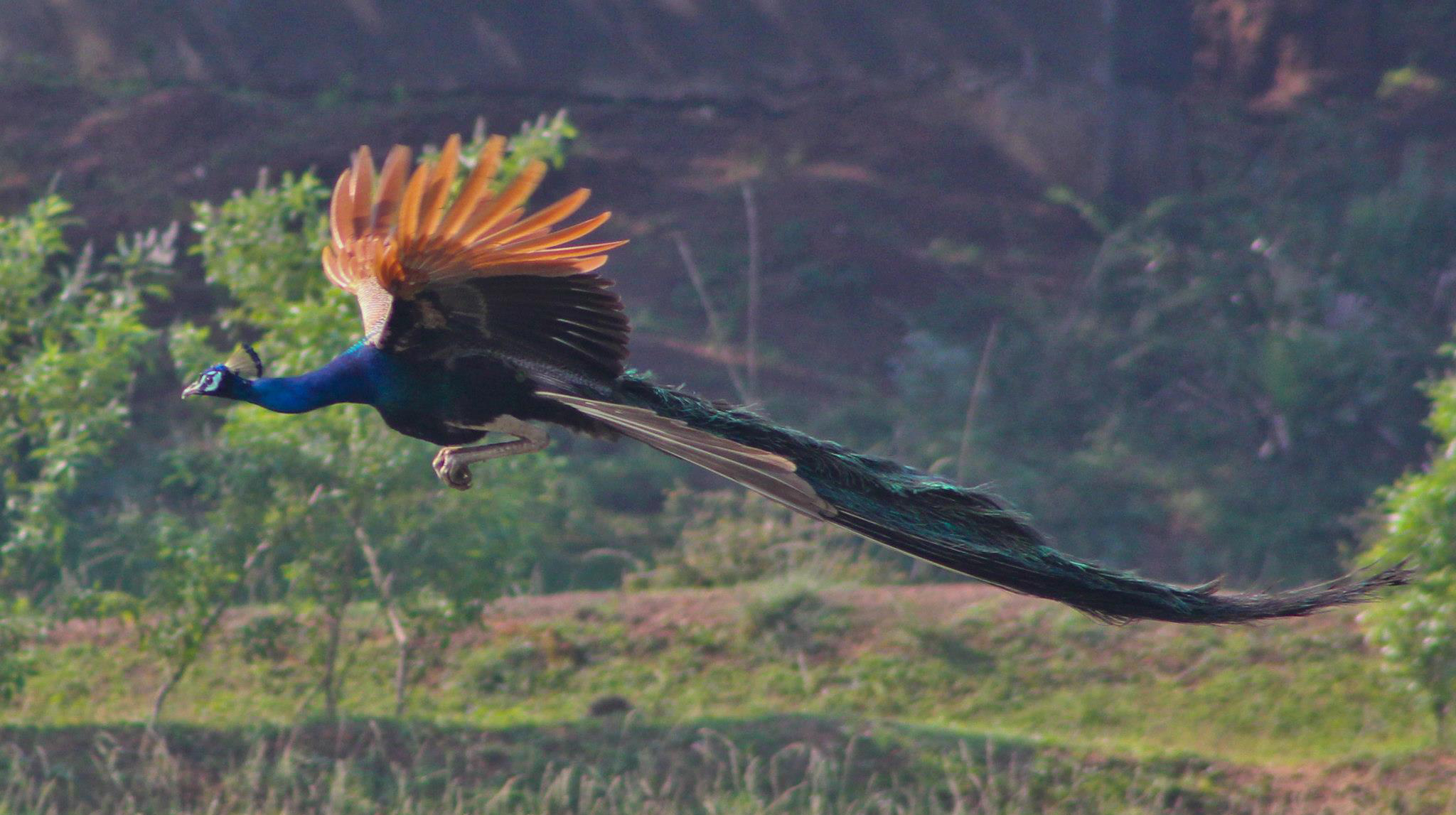
La cua paó blau és un exemple del principi de l'hàndicap

El principi de l'hàndicap és una hipòtesi proposada pel biòleg Amotz Zahavi per explicar com l'evolució pot fer que es produeixin senyals de bones intencions entre animals que tenen una motivació òbvia per enganyar a l'altre o per enganyar-se mútuament. El principi de l'hàndicap suggereix que aquests senyals han de comportar un cost per al portador, ja que aquests senyals consisteixen en alguna característica que no pot ser afrontada per altres individus. Per exemple, en el cas de la selecció sexual, la teoria suggereix que els individus amb gran aptitud biològica mostren aquest estatut mitjançant un comportament desavantatjós o una constitució física que minva les seves qualitats en altres terrenys. La idea central és que els trets de la selecció sexual actuen com a senyals d'ostentació, mostrant la capacitat de donar-se el luxe de desaprofitar un recurs simplement per malbaratament. El receptor sap que el tret indica qualitat perquè individus de qualitat inferior no poden permetre el luxe de tals malbarataments extravagants. Per exemple, la cua del paó permet discernir la qualitat del mascle, però al mateix temps és una extremitat enutjosa i pesant.

## Història
El principi de l'hàndicap va ser proposat pel biòleg Amotz Zahavi l'any 1975. La generalitat del fenomen és motiu de cert debat i desacords, i les opinions de Zahavi sobre l'abast i la importància dels hàndicaps en biologia no han estat acceptades pel corrent principal. No obstant això, la idea ha estat molt influent i la majoria dels investigadors del camp creuen que la teoria explica alguns aspectes de la comunicació animal.

## Models de hàndicap
El principi de l'hàndicap inicialment va portar molta controvèrsia; l'evolucionista John Maynard Smith va ser un dels principals crítics de les idees de Zahavi. Tot i això, amb el temps ha obtingut una acceptació més àmplia perquè està recolzat en models de la teoria de jocs, sobretot el model de joc de senyalització d'Alan Grafen. Es tracta essencialment d'un redescobriment al camp de biologia del model de senyalització del mercat laboral, de Michael Spence, on el sol·licitant de feina assenyala la seva qualitat declarant una educació costosa. En el model de Grafen, la qualitat del mascle cortejant està assenyalada per un tret extravagant, com en el cas de la cua d'un paó. En ambdós casos, el senyal és fiable si el cost per al comunicador de produir-lo és proporcionalment inferior per als senyalitzadors de més qualitat que per als senyalitzadors de menor qualitat. Després d'haver llegit el modelatge matemàtic de Grafen, Smith va acceptar la validesa del principi de l'hàndicap.
Segons alguns autors, la prova del principi de Grafen depèn de la suposició simplificada i crítica que els senyalitzadors compensen els costos per beneficis de manera additiva, de manera similar a com els humans inverteixen diners per augmentar els ingressos en la mateixa moneda. Tot i això, la validesa d'aquest supòsit ha estat impugnada ja es pot raonar que, com que l'aptitud biològica depèn de la producció de descendència, aquesta és per tant una funció multiplicativa, no una funció additiva, de l'èxit reproductiu.
Altres models formals de senyalització propis de la teoria de jocs han demostrat l'estabilitat evolutiva dels senyals de l'hàndicap en cries d'ocells que demanen menjar des dels nius, en senyals de dissuasió dels depredadors, o en senyals per mostrar-se amenaçants. En el model clàssic d'hàndicap aplicat en el cas de la súpica d'aliment, és suposat que tots els participants gasten la mateixa quantitat per produir una senyal d'un nivell donat d'intensitat, però difereixen en el valor relatiu de provocació de la resposta desitjada (donació) del receptor. Dit d'una altra manera, quanta més gana té la cria, més importància li dona a l'aliment i, per tant, més alt és el nivell de senyalització òptima (més fort és el seu crit).
Alguns contraexemples del model de l'hàndicap són anteriors al propi model. Alguns models de senyalització (com ara mostrar-se amenaçant) sense cap cost de hàndicap demostren que la senyalització convencional pot ser estable evolutivament en la comunicació biològica. L'anàlisi d’alguns models de súplica d'aliment també mostra que, a més dels resultats de l'hàndicap, estratègies no comunicatives no només són estables evolutivament, sinó que poden comportar beneficis més elevats per als dos partícips. Anàlisis matemàtiques incloent simulacions de Montecarlo suggereixen que trets costosos que s'utilitzen en l'elecció de parella en humans haurien de ser generalment menys habituals i més atractius per a l'altre sexe que trets no costosos.

## Generalitat i exemples empírics
La teoria prediu que un ornament biològic sexual o qualsevol altre senyal, com ara un comportament visiblement de risc, ha de ser costós si el seu objectiu és anunciar un tret de rellevància per a un individu amb interessos en conflicte. Entre els exemples típics de senyals d'hàndicap s'inclouen els cants d'ocells, la cua dels paons, les danses de festeig sexual, o la construcció d'estructures fetes d'herbes i objectes brillants per part dels arquers mascles com a exhibicions de festeig. L'ornitòleg Jared Diamond ha proposat que certes conductes humanes de risc, com el salt de pont, podrien ser expressions d'instints que han evolucionat a través del funcionament del principi de l'hàndicap. Zahavi ha posat la cerimònia del potlatch com un exemple humà del principi de l'hàndicap en acció, un exemple que també havia estat utilitzat per Thorstein Veblen sobre el consum conspicu i les senyals d'ostentació.
El principi de l'hàndicap guanya més suport proporcionant interpretacions de comportaments que s'ajusten a una sola i unificada teoria evolutiva centrada en el gen (o teoria del gen egoista) i fent obsoletes les explicacions anteriors basades en la selecció de grups. Un exemple d'això són els salts de rebot de les gaseles, que consisteixen en començar corrent lentament i saltant el màxim possible quan són amenaçades per un depredador com un lleó o un guepard. L'explicació basada en la selecció del grup era que aquest comportament es podria adaptar per alertar a altres gaseles de la presència d'un depredador o bé podria formar part d'un patró de comportament col·lectiu del grup de gasela per confondre el guepard. En canvi, Zahavi va proposar que cada gasela comunica que és un individu més en forma que els seus companys, alertant al depredador que tindrà menys possibilitats perseguint-lo, o bé el missatge podria anar dirigit a altres gaseles, demostrant valentia a parelles potencials.

## Hàndicaps d'immunocompetència
La teoria dels hàndicaps d'immunocompetència suggereix que trets mediats pels andrògens condicionen hàndicaps a causa dels efectes immunosupressors dels andrògens. Aquesta immunosupressió pot ser deguda a que la testosterona altera l'assignació de recursos limitats entre el desenvolupament de trets ornamentals i altres teixits, incloent el sistema immunitari, o degut a que un augment de l'activitat del sistema immunitari té una propensió a l'activació d'atacs d'autoimmunitat contra els gàmetes, de manera que la supressió del sistema immunitari augmenta la fertilitat. Segons aquesta teoria, els individus sans es poden permetre suprimir el seu sistema immunitari augmentant els nivells de testosterona, cosa que també augmenta els caràcters sexuals secundaris. Tot i això, no ha estat una teoria gaire recolzada.